# Оксиморон
Оксиморонът (от старогръцки οξύμωρον; oxys – ‚остроумен‘; moros – ‚глупав‘) e вид стилистично средство – троп, съчетание на привидно несъчетаеми, противоположни понятия (антитези), което създава контрастна изразителност на тяхната образност. Например „сладка мъка“ или „Живият труп“ (Л. Н. Толстой). Разглежда се като разновидност на метафората.
Някои парадоксални на пръв поглед изрази като „виртуална реалност“, „духовна храна“, както и някои поговорки като „бързай бавно“ са се превърнали в смислени, въпреки че по същество са оксиморони.

## Примери за оксиморон
В близката далечина
черна точка се белее,
до нея стои млад старец,
той мълчи и пее.
- Авангардна класика
- Безкраен миг
- Ведра безнадеждност
- Висок дол
- Жив труп
- Млад старец
- Умен глупак
- Външна вътрешност
- Горещ студ
- Далечна близост
- Дървено желязо
- Жив умрял
- Лява десница
- Млада старост
- Мокра суша
- Напредък назад
- Обсидианова пеперуда
- Обществена тайна
- Предишно бъдеще
- Приблизителна точност
- Силна слабост
- Сладка сол
- Смешен плач
- Спокойно вълнение
- Студена топлина
- Суха вода
- Тих крясък
- Тъпо острие
- Чист боклук
- Ярка тъмнина
- Честен измамник
- Добрият злодей

### География
За описване на средностатистическото (обикновено българско) село се употребява оксиморона Горно Нанадолнище, което е фиктивно съществуващо селище. Наименованията на някои реални местности и населени места също представляват оксиморони:
- Големо Малово – село в община Драгоман
- Котловината Долни Висок и село Горни Криводол в Западните покрайнини
- Старо Ново село – наименованието на Старосел в община Хисаря до 30-те години на XX век

## Не-оксиморони
Понякога употребата на противоречащи си понятия като „горе-долу“, „иде-дойде“ не представлява оксиморон, а по-скоро литота.
Изрази като „Мразя да мразя“, „Колкото повече, толкова повече“, „Днес баници със сирене няма, защото свърши изварата“ не са оксиморони.
Вицове като „Две патки се карали коя да е по средата“ не са оксиморони.

## Оксиморон в популярната култура
- „Оксиморон“ е предаване за музика и култура, което се излъчва по програма Христо Ботев на Българското национално радио всяка сряда от 17:00 до 18:00 часа
- „Оксиморон“ е немска Ой/Пънк група